# Raqqa (district)
Raqqa (Arabisch:منطقة مركز الرقة) is een district in het Raqqa-gouvernement in Noord-Syrië. Het administratieve centrum is de stad Raqqa.
Bij de volkstelling van 2004 (voor de Syrische Burgeroorlog) had het district 503.960 inwoners.

## Subdistricten
Het district is verdeeld in vier subdistricten (nawāḥī):
| Code     | Naam             | Inwoners (2004) | bestuurlijke zetel |
| -------- | ---------------- | --------------- | ------------------ |
| SY110100 | Nahiya Raqqa     | 338.773         | Raqqa              |
| SY110101 | Nahiya Sabka     | 48.106          | al-Sabka           |
| SY110102 | Nahiya al-Karama | 74.429          | al-Karamah         |
| SY110103 | Nahiya Maadan    | 42.652          | Ma'adan            |